# Liste der Nummer-eins-Hits in Ungarn (2013)
Dies ist eine Liste der Nummer-eins-Hits in Ungarn im Jahr 2013. Sie basiert auf den Top-40-Albumcharts und den Top-20-Singlecharts der Magyar Hanglemezkiadók Szövetsége (Mahasz), dem ungarischen Vertreter der International Federation of the Phonographic Industry.

## Singles
| ← 2012 ← | Liste der Nummer-eins-Hits in Ungarn | Liste der Nummer-eins-Hits in Ungarn | Liste der Nummer-eins-Hits in Ungarn                                                                                         | 2014 →                                                                                   |
| \| Zeitraum \| Wo. ges. \| Interpret \| Titel Autor(en) \| Zusätzliche Informationen \| \| (Zeitraum, Wochen auf Platz eins, Interpret, Titel, Autor[en], zusätzliche Informationen) \| \| \| \| \| \| ----------------------------------------------------------------------------------------- \| -------- \| ------------------------------- \| ---------------------------------------------------------------------------------------------------------------------------- \| ---------------------------------------------------------------------------------------- \| \| 24. Dezember 2012 – 27. Januar 2013 5 Wochen (insgesamt 39) \| 39 \| Ákos \| Előkelő idegen \| – \| \| 28. Januar 2013 – 3. Februar 2013 1 Woche \| 1 \| Gigi Radics \| Vadonatúj érzés / Daydream \| – \| \| 4. Februar 2013 – 3. März 2013 4 Wochen (insgesamt 5) \| 5 \| Depeche Mode \| Heaven Martin Gore \| – \| \| 4. März 2013 – 17. März 2013 2 Wochen \| 2 \| ByeAlex \| Kedvesem \| Der ungarische Beitrag für den Eurovision Song Contest 2013 erreichte in Malmö Platz 10. \| \| 18. März 2013 – 24. März 2013 1 Woche (insgesamt 8) \| 8 \| GRB \| Névtelen dal \| – \| \| 25. März 2013 – 31. März 2013 1 Woche (insgesamt 5) \| 5 \| Depeche Mode \| Heaven Martin Gore \| – \| \| 1. April 2013 – 7. April 2013 1 Woche (insgesamt 8) \| 8 \| GRB \| Névtelen dal \| – \| \| 8. April 2013 – 12. Mai 2013 5 Wochen (insgesamt 15) \| 15 \| Ákos \| Veled utazom \| – \| \| 13. Mai 2013 – 19. Mai 2013 1 Woche \| 1 \| Depeche Mode \| Soothe My Soul Martin Gore \| – \| \| 20. Mai 2013 – 28. Juli 2013 10 Wochen (insgesamt 15) \| 15 \| Ákos \| Veled utazom \| – \| \| 29. Juli 2013 – 4. August 2013 1 Woche \| 1 \| Majka, Curtis, BLR \| Belehalok \| – \| \| 5. August 2013 – 11. August 2013 1 Woche (insgesamt 8) \| 8 \| GRB \| Névtelen dal \| – \| \| 12. August 2013 – 18. August 2013 1 Woche \| 1 \| David Guetta feat. Ne-Yo & Akon \| Play Hard David Guetta, Aliaune Thiam, Shaffer Smith, Giorgio Tuinfort, Frédéric Riesterer, Eelke Kalberg, Sebastiaan Molijn \| – \| \| 19. August 2013 – 15. September 2013 4 Wochen (insgesamt 8) \| 8 \| GRB \| Névtelen dal \| – \| \| 16. September 2013 – 22. September 2013 1 Woche \| 1 \| Lady Gaga \| Applause Stefani Germanotta, Dino Zisis, Nick Monson, Martin Bresso, Paul Blair \| – \| \| 23. September 2013 – 29. September 2013 1 Woche (insgesamt 8) \| 8 \| GRB \| Névtelen dal \| – \| \| 30. September 2013 – 6. Oktober 2013 1 Woche (insgesamt 3) \| 3 \| Juli Fábián & Zoohacker \| Girly \| – \| \| 7. Oktober 2013 – 13. Oktober 2013 1 Woche \| 1 \| Avicii feat. Aloe Blacc \| Wake Me Up Tim Bergling, Mike Einziger, Aloe Blacc, Aileen Quinn \| – \| \| 14. Oktober 2013 – 20. Oktober 2013 1 Woche \| 1 \| Miley Cyrus \| Wrecking Ball Stephan Moccio, Lukasz Gottwald, Sacha Skarbek, Henry Russell Walter, Maureen Ann McDonald \| – \| \| 21. Oktober 2013 – 27. Oktober 2013 1 Woche \| 1 \| Lady Gaga feat. R. Kelly \| Do What U Want Robert Kelly, Stefani Germanotta, William Grigahcine, Martin Bresso, Paul Blair \| – \| \| 28. Oktober 2013 – 3. November 2013 1 Woche \| 1 \| Lady Gaga \| Venus Stefani Germanotta, Sun Ra, Hugo Leclercq, Dino Zisis, Nick Monson, Paul Blair \| – \| \| 4. November 2013 – 10. November 2013 1 Woche \| 1 \| Lady Gaga \| Dope Stefani Germanotta, Paul Blair, Nick Monson, Dino Zisis \| – \| \| 11. November 2013 – 17. November 2013 1 Woche \| 1 \| Lana Del Rey \| Summertime Sadness Rick Nowels, Lana Del Rey \| – \| \| 18. November 2013 – 24. November 2013 1 Woche \| 1 \| Quimby \| Állatok a legelőn \| – \| \| 25. November 2013 – 1. Dezember 2013 1 Woche (insgesamt 3) \| 3 \| Juli Fábián & Zoohacker \| Girly \| – \| \| 2. Dezember 2013 – 8. Dezember 2013 1 Woche (insgesamt 3) \| 3 \| Avicii \| Hey Brother Tim Bergling, Ash Pournouri, Salem Al Fakir, Vincent Pontare \| – \| \| 9. Dezember 2013 – 15. Dezember 2013 1 Woche \| 1 \| Ocho Macho \| 10 év 10 város \| – \| \| 16. Dezember 2013 – 22. Dezember 2013 1 Woche (insgesamt 3) \| 3 \| Juli Fábián & Zoohacker \| Girly \| – \| \| 23. Dezember 2013 – 5. Januar 2014 2 Wochen (insgesamt 3) \| 3 \| Avicii \| Hey Brother Tim Bergling, Ash Pournouri, Salem Al Fakir, Vincent Pontare \| – \| |                                      |                                      | |                                                                                          |
| ← 2012 |                                      |                                      | | → 2014 →                                                                                 |
| Zeitraum | Wo. ges.                             | Interpret                            | Titel Autor(en) | Zusätzliche Informationen                                                                |
| (Zeitraum, Wochen auf Platz eins, Interpret, Titel, Autor[en], zusätzliche Informationen) |                                      |                                      | |                                                                                          |
| 24. Dezember 2012 – 27. Januar 2013 5 Wochen (insgesamt 39) | 39                                   | Ákos                                 | Előkelő idegen | –                                                                                        |
| 28. Januar 2013 – 3. Februar 2013 1 Woche | 1                                    | Gigi Radics                          | Vadonatúj érzés / Daydream                                                                                                   | –                                                                                        |
| 4. Februar 2013 – 3. März 2013 4 Wochen (insgesamt 5) | 5                                    | Depeche Mode                         | Heaven Martin Gore | –                                                                                        |
| 4. März 2013 – 17. März 2013 2 Wochen | 2                                    | ByeAlex                              | Kedvesem | Der ungarische Beitrag für den Eurovision Song Contest 2013 erreichte in Malmö Platz 10. |
| 18. März 2013 – 24. März 2013 1 Woche (insgesamt 8) | 8                                    | GRB                                  | Névtelen dal | –                                                                                        |
| 25. März 2013 – 31. März 2013 1 Woche (insgesamt 5) | 5                                    | Depeche Mode                         | Heaven Martin Gore | –                                                                                        |
| 1. April 2013 – 7. April 2013 1 Woche (insgesamt 8) | 8                                    | GRB                                  | Névtelen dal | –                                                                                        |
| 8. April 2013 – 12. Mai 2013 5 Wochen (insgesamt 15) | 15                                   | Ákos                                 | Veled utazom | –                                                                                        |
| 13. Mai 2013 – 19. Mai 2013 1 Woche | 1                                    | Depeche Mode                         | Soothe My Soul Martin Gore                                                                                                   | –                                                                                        |
| 20. Mai 2013 – 28. Juli 2013 10 Wochen (insgesamt 15) | 15                                   | Ákos                                 | Veled utazom | –                                                                                        |
| 29. Juli 2013 – 4. August 2013 1 Woche | 1                                    | Majka, Curtis, BLR                   | Belehalok | –                                                                                        |
| 5. August 2013 – 11. August 2013 1 Woche (insgesamt 8) | 8                                    | GRB                                  | Névtelen dal | –                                                                                        |
| 12. August 2013 – 18. August 2013 1 Woche | 1                                    | David Guetta feat. Ne-Yo & Akon      | Play Hard David Guetta, Aliaune Thiam, Shaffer Smith, Giorgio Tuinfort, Frédéric Riesterer, Eelke Kalberg, Sebastiaan Molijn | –                                                                                        |
| 19. August 2013 – 15. September 2013 4 Wochen (insgesamt 8) | 8                                    | GRB                                  | Névtelen dal | –                                                                                        |
| 16. September 2013 – 22. September 2013 1 Woche | 1                                    | Lady Gaga                            | Applause Stefani Germanotta, Dino Zisis, Nick Monson, Martin Bresso, Paul Blair                                              | –                                                                                        |
| 23. September 2013 – 29. September 2013 1 Woche (insgesamt 8) | 8                                    | GRB                                  | Névtelen dal | –                                                                                        |
| 30. September 2013 – 6. Oktober 2013 1 Woche (insgesamt 3) | 3                                    | Juli Fábián & Zoohacker              | Girly | –                                                                                        |
| 7. Oktober 2013 – 13. Oktober 2013 1 Woche | 1                                    | Avicii feat. Aloe Blacc              | Wake Me Up Tim Bergling, Mike Einziger, Aloe Blacc, Aileen Quinn                                                             | –                                                                                        |
| 14. Oktober 2013 – 20. Oktober 2013 1 Woche | 1                                    | Miley Cyrus                          | Wrecking Ball Stephan Moccio, Lukasz Gottwald, Sacha Skarbek, Henry Russell Walter, Maureen Ann McDonald                     | –                                                                                        |
| 21. Oktober 2013 – 27. Oktober 2013 1 Woche | 1                                    | Lady Gaga feat. R. Kelly             | Do What U Want Robert Kelly, Stefani Germanotta, William Grigahcine, Martin Bresso, Paul Blair                               | –                                                                                        |
| 28. Oktober 2013 – 3. November 2013 1 Woche | 1                                    | Lady Gaga                            | Venus Stefani Germanotta, Sun Ra, Hugo Leclercq, Dino Zisis, Nick Monson, Paul Blair                                         | –                                                                                        |
| 4. November 2013 – 10. November 2013 1 Woche | 1                                    | Lady Gaga                            | Dope Stefani Germanotta, Paul Blair, Nick Monson, Dino Zisis                                                                 | –                                                                                        |
| 11. November 2013 – 17. November 2013 1 Woche | 1                                    | Lana Del Rey                         | Summertime Sadness Rick Nowels, Lana Del Rey                                                                                 | –                                                                                        |
| 18. November 2013 – 24. November 2013 1 Woche | 1                                    | Quimby                               | Állatok a legelőn | –                                                                                        |
| 25. November 2013 – 1. Dezember 2013 1 Woche (insgesamt 3) | 3                                    | Juli Fábián & Zoohacker              | Girly | –                                                                                        |
| 2. Dezember 2013 – 8. Dezember 2013 1 Woche (insgesamt 3) | 3                                    | Avicii                               | Hey Brother Tim Bergling, Ash Pournouri, Salem Al Fakir, Vincent Pontare                                                     | –                                                                                        |
| 9. Dezember 2013 – 15. Dezember 2013 1 Woche | 1                                    | Ocho Macho                           | 10 év 10 város | –                                                                                        |
| 16. Dezember 2013 – 22. Dezember 2013 1 Woche (insgesamt 3) | 3                                    | Juli Fábián & Zoohacker              | Girly | –                                                                                        |
| 23. Dezember 2013 – 5. Januar 2014 2 Wochen (insgesamt 3) | 3                                    | Avicii                               | Hey Brother Tim Bergling, Ash Pournouri, Salem Al Fakir, Vincent Pontare                                                     | –                                                                                        |

## Alben
| ← 2012 ← | Liste der Nummer-eins-Hits in Ungarn | Liste der Nummer-eins-Hits in Ungarn | Liste der Nummer-eins-Hits in Ungarn | 2014 → |
| \| Zeitraum \| Wo. ges. \| Interpret \| Titel \| Zusätzliche Informationen \| \| (Zeitraum, Wochen auf Platz eins, Interpret, Titel, zusätzliche Informationen) \| \| \| \| \| \| ------------------------------------------------------------------------------ \| -------- \| -------------- \| -------------------------------- \| ---------------------------------------------------------------------------------------------------------------- \| \| 31. Dezember 2012 – 6. Januar 2013 1 Woche (insgesamt 6) \| 6 \| Ákos \| 2084 \| – \| \| 7. Januar 2013 – 10. Februar 2013 5 Wochen (insgesamt 18) \| 18 \| Tankcsapda \| Rockmafia Debrecen \| – \| \| 11. Februar 2013 – 17. Februar 2013 1 Woche \| 1 \| Locomotiv GT \| Koncertfilm - 2002 LGT-Fesztivál \| – \| \| 18. Februar 2013 – 24. Februar 2013 1 Woche \| 1 \| Pál Dénes \| Dalok a The Voice-ból \| Dénes ist der Sieger der ungarischen Ausgabe von The Voice, das von Oktober 2013 bis Januar 2014 gesendet wurde. \| \| 25. Februar 2013 – 3. März 2013 1 Woche (insgesamt 18) \| 18 \| Tankcsapda \| Rockmafia Debrecen \| – \| \| 4. März 2013 – 10. März 2013 1 Woche \| 1 \| Road \| Tegyük fel… \| – \| \| 11. März 2013 – 24. März 2013 2 Wochen (insgesamt 18) \| 18 \| Tankcsapda \| Rockmafia Debrecen \| – \| \| 25. März 2013 – 31. März 2013 1 Woche \| 1 \| Depeche Mode \| Delta Machine \| – \| \| 1. April 2013 – 7. April 2013 1 Woche (insgesamt 18) \| 18 \| Tankcsapda \| Rockmafia Debrecen \| – \| \| 8. April 2013 – 14. April 2013 1 Woche (insgesamt 2) \| 2 \| Ossian \| A tűz jegyében \| – \| \| 15. April 2013 – 19. Mai 2013 5 Wochen \| 5 \| Michael Bublé \| To Be Loved \| – \| \| 20. Mai 2013 – 26. Mai 2013 1 Woche \| 1 \| Daft Punk \| Random Access Memories \| – \| \| 27. Mai 2013 – 16. Juni 2013 3 Wochen (insgesamt 18) \| 18 \| Tankcsapda \| Rockmafia Debrecen \| – \| \| 17. Juni 2013 – 23. Juni 2013 1 Woche \| 1 \| Tompox \| Dark Side of the Sun \| – \| \| 24. Juni 2013 – 30. Juni 2013 1 Woche (insgesamt 18) \| 18 \| Tankcsapda \| Rockmafia Debrecen \| – \| \| 1. Juli 2013 – 7. Juli 2013 1 Woche \| 1 \| Magdolna Rúzsa \| Tizenegy \| – \| \| 8. Juli 2013 – 14. Juli 2013 1 Woche (insgesamt 18) \| 18 \| Tankcsapda \| Rockmafia Debrecen \| – \| \| 15. Juli 2013 – 21. Juli 2013 1 Woche (insgesamt 2) \| 2 \| Zorall \| Nem csak a 10 éveseké a világ \| – \| \| 22. Juli 2013 – 11. August 2013 3 Wochen (insgesamt 18) \| 18 \| Tankcsapda \| Rockmafia Debrecen \| – \| \| 12. August 2013 – 18. August 2013 1 Woche (insgesamt 2) \| 2 \| Zorall \| Nem csak a 10 éveseké a világ \| – \| \| 19. August 2013 – 25. August 2013 1 Woche (insgesamt 18) \| 18 \| Tankcsapda \| Rockmafia Debrecen \| – \| \| 26. August 2013 – 1. September 2013 1 Woche (insgesamt 2) \| 2 \| Ossian \| A tűz jegyében \| – \| \| 2. September 2013 – 8. September 2013 1 Woche \| 1 \| Kárpátia \| A száműzött \| – \| \| 9. September 2013 – 15. September 2013 1 Woche \| 1 \| Veca Janicsák \| Édes szavakkal \| – \| \| 9. September 2013 – 15. September 2013 1 Woche \| 1 \| Veca Janicsák \| Édes szavakkal \| – \| \| 16. September 2013 – 22. September 2013 1 Woche \| 1 \| Madonna \| MDNA World Tour \| – \| \| 23. September 2013 – 29. September 2013 1 Woche \| 1 \| Wisdom \| Marching for Liberty \| – \| \| 30. September 2013 – 6. Oktober 2013 1 Woche \| 1 \| Hooligans \| História \| – \| \| 7. Oktober 2013 – 20. Oktober 2013 2 Wochen \| 2 \| Ákos \| 2084 turné \| – \| \| 21. Oktober 2013 – 27. Oktober 2013 1 Woche \| 1 \| Rómeó Vérzik \| A három… \| – \| \| 28. Oktober 2013 – 3. November 2013 1 Woche \| 1 \| James Blunt \| Moon Landing \| – \| \| 4. November 2013 – 10. November 2013 1 Woche \| 1 \| Nickelback \| The Best of Nickelback Volume 1 \| – \| \| 11. November 2013 – 24. November 2013 2 Wochen (insgesamt 3) \| 3 \| Tankcsapda \| Igazi hiénák \| – \| \| 25. November 2013 – 1. Dezember 2013 1 Woche \| 1 \| One Direction \| Midnight Memories \| – \| \| 2. Dezember 2013 – 22. Dezember 2013 3 Wochen \| 3 \| Quimby \| Kaktuszliget \| – \| \| 23. Dezember 2013 – 29. Dezember 2013 1 Woche (insgesamt 3) \| 3 \| Tankcsapda \| Igazi hiénák \| – \| \| 30. Dezember 2013 – 5. Januar 2014 1 Woche \| 1 \| Bruno Mars \| Unorthodox Jukebox \| – \| |                                      |                                      |                                      | |
| ← 2012 |                                      |                                      |                                      | → 2014 → |
| Zeitraum | Wo. ges.                             | Interpret                            | Titel                                | Zusätzliche Informationen                                                                                        |
| (Zeitraum, Wochen auf Platz eins, Interpret, Titel, zusätzliche Informationen) |                                      |                                      |                                      | |
| 31. Dezember 2012 – 6. Januar 2013 1 Woche (insgesamt 6) | 6                                    | Ákos                                 | 2084                                 | – |
| 7. Januar 2013 – 10. Februar 2013 5 Wochen (insgesamt 18) | 18                                   | Tankcsapda                           | Rockmafia Debrecen                   | – |
| 11. Februar 2013 – 17. Februar 2013 1 Woche | 1                                    | Locomotiv GT                         | Koncertfilm - 2002 LGT-Fesztivál     | – |
| 18. Februar 2013 – 24. Februar 2013 1 Woche | 1                                    | Pál Dénes                            | Dalok a The Voice-ból                | Dénes ist der Sieger der ungarischen Ausgabe von The Voice, das von Oktober 2013 bis Januar 2014 gesendet wurde. |
| 25. Februar 2013 – 3. März 2013 1 Woche (insgesamt 18) | 18                                   | Tankcsapda                           | Rockmafia Debrecen                   | – |
| 4. März 2013 – 10. März 2013 1 Woche | 1                                    | Road                                 | Tegyük fel…                          | – |
| 11. März 2013 – 24. März 2013 2 Wochen (insgesamt 18) | 18                                   | Tankcsapda                           | Rockmafia Debrecen                   | – |
| 25. März 2013 – 31. März 2013 1 Woche | 1                                    | Depeche Mode                         | Delta Machine                        | – |
| 1. April 2013 – 7. April 2013 1 Woche (insgesamt 18) | 18                                   | Tankcsapda                           | Rockmafia Debrecen                   | – |
| 8. April 2013 – 14. April 2013 1 Woche (insgesamt 2) | 2                                    | Ossian                               | A tűz jegyében                       | – |
| 15. April 2013 – 19. Mai 2013 5 Wochen | 5                                    | Michael Bublé                        | To Be Loved                          | – |
| 20. Mai 2013 – 26. Mai 2013 1 Woche | 1                                    | Daft Punk                            | Random Access Memories               | – |
| 27. Mai 2013 – 16. Juni 2013 3 Wochen (insgesamt 18) | 18                                   | Tankcsapda                           | Rockmafia Debrecen                   | – |
| 17. Juni 2013 – 23. Juni 2013 1 Woche | 1                                    | Tompox                               | Dark Side of the Sun                 | – |
| 24. Juni 2013 – 30. Juni 2013 1 Woche (insgesamt 18) | 18                                   | Tankcsapda                           | Rockmafia Debrecen                   | – |
| 1. Juli 2013 – 7. Juli 2013 1 Woche | 1                                    | Magdolna Rúzsa                       | Tizenegy                             | – |
| 8. Juli 2013 – 14. Juli 2013 1 Woche (insgesamt 18) | 18                                   | Tankcsapda                           | Rockmafia Debrecen                   | – |
| 15. Juli 2013 – 21. Juli 2013 1 Woche (insgesamt 2) | 2                                    | Zorall                               | Nem csak a 10 éveseké a világ        | – |
| 22. Juli 2013 – 11. August 2013 3 Wochen (insgesamt 18) | 18                                   | Tankcsapda                           | Rockmafia Debrecen                   | – |
| 12. August 2013 – 18. August 2013 1 Woche (insgesamt 2) | 2                                    | Zorall                               | Nem csak a 10 éveseké a világ        | – |
| 19. August 2013 – 25. August 2013 1 Woche (insgesamt 18) | 18                                   | Tankcsapda                           | Rockmafia Debrecen                   | – |
| 26. August 2013 – 1. September 2013 1 Woche (insgesamt 2) | 2                                    | Ossian                               | A tűz jegyében                       | – |
| 2. September 2013 – 8. September 2013 1 Woche | 1                                    | Kárpátia                             | A száműzött                          | – |
| 9. September 2013 – 15. September 2013 1 Woche | 1                                    | Veca Janicsák                        | Édes szavakkal                       | – |
| 9. September 2013 – 15. September 2013 1 Woche | 1                                    | Veca Janicsák                        | Édes szavakkal                       | – |
| 16. September 2013 – 22. September 2013 1 Woche | 1                                    | Madonna                              | MDNA World Tour                      | – |
| 23. September 2013 – 29. September 2013 1 Woche | 1                                    | Wisdom                               | Marching for Liberty                 | – |
| 30. September 2013 – 6. Oktober 2013 1 Woche | 1                                    | Hooligans                            | História                             | – |
| 7. Oktober 2013 – 20. Oktober 2013 2 Wochen | 2                                    | Ákos                                 | 2084 turné                           | – |
| 21. Oktober 2013 – 27. Oktober 2013 1 Woche | 1                                    | Rómeó Vérzik                         | A három…                             | – |
| 28. Oktober 2013 – 3. November 2013 1 Woche | 1                                    | James Blunt                          | Moon Landing                         | – |
| 4. November 2013 – 10. November 2013 1 Woche | 1                                    | Nickelback                           | The Best of Nickelback Volume 1      | – |
| 11. November 2013 – 24. November 2013 2 Wochen (insgesamt 3) | 3                                    | Tankcsapda                           | Igazi hiénák                         | – |
| 25. November 2013 – 1. Dezember 2013 1 Woche | 1                                    | One Direction                        | Midnight Memories                    | – |
| 2. Dezember 2013 – 22. Dezember 2013 3 Wochen | 3                                    | Quimby                               | Kaktuszliget                         | – |
| 23. Dezember 2013 – 29. Dezember 2013 1 Woche (insgesamt 3) | 3                                    | Tankcsapda                           | Igazi hiénák                         | – |
| 30. Dezember 2013 – 5. Januar 2014 1 Woche | 1                                    | Bruno Mars                           | Unorthodox Jukebox                   | – |